# Dott. Bunsen Honeydew
Il Dott. Bunsen Honeydew è uno dei personaggi principali dei Muppet, che è apparso nel Muppet Show affiancato dal suo assistente-cavia, Beaker. I due lavorano nei "Laboratori Muppet" dove inventano stravaganti invenzioni (nella prima stagione del Muppet Show, Bunsen era solo; nella seconda stagione viene affiancato da Beaker).
Bunsen sfrutta Beaker usandolo come una cavia delle sue invenzioni. Nelle puntate Beaker subisce ogni sorta di trauma, dall'esplosione all'elettro-shock, alla perdita di arti, ed è pure divorato da mostri. Amato dal pubblico, riesce in un episodio a duplicare sé stesso e prendersi una piccola vendetta sul Dott. Bunsen Honeydew inseguendolo in ogni dove.
Il Dott. Bunsen viene eseguito da Dave Goelz.

## Biografia
Secondo il sito ufficiale dei Muppet, Bunsen si è laureato presso l'Università Carnegie Melonhead (una parodia della Carnegie Mellon University), e ha lavorato come assistente del Dr. Burns Pinhole. Successivamente fu Bunsen ad essere affiancato dal suo assistente Beaker. Egli è il fondatore dei "Muppet Labs" ("Laboratori Muppet").
I due scienziati sono successivamente apparsi in Muppet Babies.
In un sondaggio sul web del 2004 sponsorizzato dalla BBC, il Dott. Bunsen Honeydew e Beaker sono stati votati come gli scienziati cinematografici preferiti della Gran Bretagna. Superando Spock, il suo rivale più vicino, con un margine di 2 a 1 e ha vinto il 33% dei 43.000 voti espressi.

## Curiosità
- Bunsen ha la carnagione verdastra e indossa un paio di occhiali, nonostante non sembri avere gli occhi.